# مطار الكفرة
مطار الكفرة (إياتا:AKF، إيكاو:HLKF) هو مطار داخلي يخدم مدينة الكفرة جنوب شرق ليبيا.

## شركات الطيران
| شركات الطيران           | الوجهات |
| ----------------------- | ------- |
| الخطوط الجوية الأفريقية | بنغازي  |